# Calamus campechanus
Calamus campechanus is een straalvinnige vissensoort uit de familie van zeebrasems (Sparidae). De wetenschappelijke naam van de soort is voor het eerst geldig gepubliceerd in 1966 door Randall & Caldwell.